# Seznam žen ve vědě českých zemí do roku 1945
Seznam žen ve vědě českých zemí do roku 1945 zahrnuje významné vědkyně a další představitelky české vědy do roku 1945. Seznam vzniká na základě databáze Albína. Navazuje na něj Seznam žen ve vědě českých zemí od roku 1946.
| Obrázek | Jméno                                    | Obor                                                                            | Databáze Albína |
| ------- | ---------------------------------------- | ------------------------------------------------------------------------------- | --------------- |
|         | Karla Absolonová-Bufková (roz. Wanklová) | Pověsti                                                                         |                 |
|         | Svatava Amerlingová (roz. Michalovicová) | Spolková činovnice a učitelka                                                   |                 |
|         | Anna Auředníčková                        | Překladatelka a prozaička                                                       |                 |
|         | Marie Věra Babáková-Opolecká             | Botanička                                                                       |                 |
|         | Marie Zdeňka Baborová-Čiháková           | Botanička a zooložka                                                            |                 |
|         | Lucie Bakešová (roz. Wanklová)           | Etnografka                                                                      |                 |
|         | Klára Baušová (roz. Špecingerová)        | Knihovnice a biografka                                                          |                 |
|         | Anna Bayerová                            | Feministka a lékařka                                                            |                 |
|         | Františka Xavera Běhálková               | Etnografka a folkloristka                                                       |                 |
|         | Anna Berkovcová                          | Doktorka, botanička, skautka, zemědělská odbornice, pedagožka                   |                 |
|         | Alžběta Birnbaumová                      | Historička umění                                                                |                 |
|         | Libuše Bráfová                           | Spolková činovnice                                                              |                 |
|         | Pavla Buzková                            | Spisovatelka, novinářka a politička                                             |                 |
|         | Marie Calma                              | Spisovatelka, překladatelka                                                     |                 |
|         | Anna Císařová-Kolářová                   | Knihovnice, historička a bibliografka                                           |                 |
|         | Amálie Čadová                            |                                                                                 |                 |
|         | Božena Čádová-Kubíčková                  |                                                                                 |                 |
|         | Klára Červenková                         | Pedagožka, pracovnice sociálního hnutí                                          |                 |
|         | Marie Červinková (roz. Riegrová)         | Spisovatelka a libretistka                                                      |                 |
|         | Libuše Dědková                           |                                                                                 |                 |
|         | Albína Dratvová                          | Filozofka                                                                       |                 |
|         | Zoroslava Drobná                         | Archeoložka a kunsthistorička                                                   |                 |
|         | Barbora Markéta Eliášová                 | Cestovatelka a spisovatelka                                                     |                 |
|         | Františka Elicerová                      |                                                                                 |                 |
|         | Marie Bečvářová-Fabiánová                | Matematička a pedagožka                                                         |                 |
|         | Anna Fischerová                          |                                                                                 |                 |
|         | Marie Gebauerová                         | Spisovatelka a pedagožka                                                        |                 |
|         | Elsa Gollerová                           | Fejetonistka a překladatelka                                                    |                 |
|         | Dora Hanušová                            | Spisovatelka a překladatelka                                                    |                 |
|         | Zdenka Hásková                           | Spisovatelka a kritička                                                         |                 |
|         | Vlasta Havelková (roz. Wanklová)         | Etnografka                                                                      |                 |
|         | Barbora Hoblová                          | Etnografka                                                                      |                 |
|         | Zdena Hochová-Brožíková                  |                                                                                 |                 |
|         | Albína Honzáková                         | Feministka a pedagožka                                                          |                 |
|         | Anna Honzáková                           | Lékařka                                                                         |                 |
|         | Milada Horáková                          | Politička                                                                       |                 |
|         | Jindřiška Hušková-Flajšhansová           | pedagožka, filoložka a knihovnice                                               |                 |
|         | Jarmila Hüttlová                         |                                                                                 |                 |
|         | Staša Jílovská                           | Novinářka                                                                       |                 |
|         | Stanislava Jonášová-Hájková              |                                                                                 |                 |
|         | Marie Kalašová                           | Spisovatelka a překladatelka                                                    |                 |
|         | Bohuslava Kecková                        | Lékařka                                                                         |                 |
|         | Flora Kleinschnitzová                    | Spisovatelka, historička, překladatelka a knihovnice                            |                 |
|         | Bohumila Klimšová                        | Spisovatelka                                                                    |                 |
|         | O. Knířová                               |                                                                                 |                 |
|         | Adéla Kochanovská-Němejcová              | Jaderná fyzička, rentgenoložka                                                  |                 |
|         | Anděla Kozáková-Jírová                   | Právnička                                                                       |                 |
|         | Amalie Kožmínová                         | Etnografka a spisovatelka                                                       |                 |
|         | Amálie Kožmínová                         |                                                                                 |                 |
|         | Eliška Krásnohorská                      | Spisovatelka                                                                    |                 |
|         | Kl. Kroužilková                          |                                                                                 |                 |
|         | Jaroslava Krušinová                      |                                                                                 |                 |
|         | Vlasta Kučerová-Borovičková              |                                                                                 |                 |
|         | Johanna Kuffnerová                       | Spisovatelka a novinářka                                                        |                 |
|         | Marie Lábková                            | Etnografka, nakladatelka a spisovatelka                                         |                 |
|         | Juliana Lancová                          | Spisovatelka, básnířka a překladatelka                                          |                 |
|         | Marie Landová                            |                                                                                 |                 |
|         | Luisa Landová-Štychová                   | Politička                                                                       |                 |
|         | Anna Lankašová-Buriánová                 | Lékařka                                                                         |                 |
|         | Berta Liebscherová-Havlíčková            | Profesorka kreslení                                                             |                 |
|         | Věra Lišková                             | Literární kritička                                                              |                 |
|         | Růžena (Rosalie) Machová                 | Lékařka                                                                         |                 |
|         | Alice Masaryková                         | Politička a feministka                                                          |                 |
|         | Pavla Maternová                          | Učitelka, překladatelka, literární kritička, politička, básnířka a spisovatelka |                 |
|         | Ludmila Matiegková                       | Egyptoložka                                                                     |                 |
|         | Naděžda Melníková-Papoušková             |                                                                                 |                 |
|         | Vlasta Taťána Miškovská                  |                                                                                 |                 |
|         | Julie Moschelesová                       | Geografka                                                                       |                 |
|         | Božena Němcová                           | Spisovatelka                                                                    |                 |
|         | Emílie Nešporová-Priknerová              | Učitelka a novinářka                                                            |                 |
|         | Eva Nevolová (roz. Vrchlická)            |                                                                                 |                 |
|         | Božena Nevšímalová                       |                                                                                 |                 |
|         | Krista Nevšímalová                       | Učitelka, novinářka, politička a překladatelka                                  |                 |
|         | Emanuela Nohejlová-Prátová               | Historička a numismatička                                                       |                 |
|         | Bohumila Nováková                        |                                                                                 |                 |
|         | Teréza Nováková                          | Spisovatelka                                                                    |                 |
|         | Milada Paulová                           | Historička a pedagožka                                                          |                 |
|         | Eliška Pešková                           | Herečka a dramatička                                                            |                 |
|         | Matylda Marie Pešková                    | Vzdělavatelka a překladatelka                                                   |                 |
|         | Berta Pichová-Poláková                   | Mlékárenská odbornice                                                           |                 |
|         | Františka Plamínková                     | Politička a novinářka                                                           |                 |
|         | Sofie Podlipská                          | Spisovatelka a překladatelka                                                    |                 |
|         | Žofie Pohorecká                          | Překladatelka, spisovatelka básnířka, publicistka                               |                 |
|         | Jiřina Popelová                          | Filozofka                                                                       |                 |
|         | Miloslava Procházková                    | Spisovatelka                                                                    |                 |
|         | Eliška Purkyňová                         | Politička                                                                       |                 |
|         | Bohuslava Rajská (Antonie Reissová)      | Pedagožka a spisovatelka                                                        |                 |
|         | Greta Reinerová                          |                                                                                 |                 |
|         | Marie Riegrová (roz. Palacká)            | Filantropka                                                                     |                 |
|         | Eleonora Paulová-Růžičková               |                                                                                 |                 |
|         | Eliška Řeháková                          | Pedagožka, překladatelka, novinářka a učitelka                                  |                 |
|         | Vlasta Říhová-Knappová                   |                                                                                 |                 |
|         | Alice Schalková                          |                                                                                 |                 |
|         | Anežka Schulzová                         | Překladatelka, libretistka, teatroložka, kritička a básnířka                    |                 |
|         | Anna Smíšková                            |                                                                                 |                 |
|         | Bohuslava Sokolová                       | Pedagožka, spisovatelka, překladatelka a publicistka                            |                 |
|         | Milada Součková                          | Spisovatelka a literární teoretička                                             |                 |
|         | Kamila Spalová                           | Učitelka, historička, badatelka a spisovatelka                                  |                 |
|         | Drahomíra Stránská                       | Etnografka a pedagožka                                                          |                 |
|         | Olga Stránská-Absolonová                 | Spisovatelka a politička                                                        |                 |
|         | Paulina Šafaříková (roz. Králová)        | Překladatelka                                                                   |                 |
|         | Barbora Ludmila Šimáčková                | Podnikatelka                                                                    |                 |
|         | Božena Šimková                           | Spisovatelka a scenáristka                                                      |                 |
|         | Blažena Šotková                          |                                                                                 |                 |
|         | Anna Šruchová                            |                                                                                 |                 |
|         | M. Šteflíčková                           |                                                                                 |                 |
|         | Ludmila Tesařová                         | Spisovatelka                                                                    |                 |
|         | Marie Trnková                            | Sociální pracovnice a publicistka                                               |                 |
|         | Olga Třísková (roz. Zvěřinová)           | Architektka                                                                     |                 |
|         | Olga Tugemannová                         |                                                                                 |                 |
|         | Renáta Tyršová                           | Kunsthistorička a kritička                                                      |                 |
|         | Růžena Vacková-Vašátková                 | Novinářka a publicistka                                                         |                 |
|         | Růžena Vacková (1901)                    | Kunsthistorička a pedagožka                                                     |                 |
|         | Olga Valentová-Denigerová                |                                                                                 |                 |
|         | Marie Vítková                            | Pedagožka, spisovatelka a redaktorka                                            |                 |
|         | Ludmila Vočadlová-Kruisová               |                                                                                 |                 |
|         | Hana Volavková                           | Kunsthistorička                                                                 |                 |
|         | Adéla Volfová                            | Herečka, dramatička a překladatelka                                             |                 |
|         | Věra Vostřebalová                        |                                                                                 |                 |
|         | Eliška Vozábová                          | Lékařka a popularizátorka                                                       |                 |
|         | Markéta Wachtlová                        |                                                                                 |                 |
|         | Madlena Wanklová                         |                                                                                 |                 |
|         | Jindřiška Wurmová                        | Mírotvorkyně, sociální pracovnice                                               |                 |
|         | Marie Záhořová-Němcová                   | Sociální pracovnice, pedagožka                                                  |                 |
|         | Honorata Zapová                          | Spisovatelka a překladatelka                                                    |                 |
|         | Božena Zelinková                         | Učitelka a novinářka                                                            |                 |